# 안드류스 구주스
안드류스 구주스(리투아니아어: Andrius Gudžius, 1991년 2월 14일~)은 리투아니아의 육상 선수로 주 종목은 원반던지기이다. 올림픽에 3회 출전했고 세계 선수권 대회에서 금메달 1개, 동메달 1개를 획득했다. 또한 유러피언 게임 동메달 1개, 유럽 선수권 대회 금메달 1개를 획득했다.
그는 2017년, 2018년에 리투아니아 올해의 스포츠인으로 선정되었다.